# کوماروو (سرزمین آلتای)
کوماروو (به لاتین: Komarovo) یک منطقهٔ مسکونی در روسیه است که در سرزمین آلتای واقع شده‌است.